# 김사목
김사목(金思穆, 1740년 ~ 1829년)은 조선 후기의 문신이며, 순조 때 우의정과 좌의정을 지냈다. 본관은 경주. 도총관(都摠管) 김주신(金柱臣)의 증손으로, 친조부는 김후연(金後衍)이고, 아버지는 형조판서 김효대(金孝大)이며, 어머니는 정지익(鄭志翼)의 딸이다. 평안도관찰사 김정집(金鼎集)이 손자이다. 자는 백심(伯深), 호는 운소(雲巢), 시호는 경헌(敬獻)이다.

## 생애
영조 때 문과에 급제해 승지로 초배되고, 정조 때 사간원대사간으로 승진하고 대사간, 우승지를 거쳐 사헌부대사헌, 형조참판으로 있다가 황해도관찰사로 외직에 나가 민정을 다스렸고 사간원대사간으로 내직에 들어와 이후 정조의 신임으로 형조판서로 승진했다가 경기도관찰사로 나가 다시 민정을 다스린 뒤, 이후 정조의 신임으로 내직에 들어와 공조판서, 이조판서를 지내고 이조판서와 형조판서를 하고 다시 이조판서로 있다가 본도관찰사, 평안도관찰사로 외직에 있다가 동지정사로 중국에 다녀오고 강화유수를 거쳐 형조판서가 되고, 순조 때 판의금부사, 병조판서를 거쳐 혼전도감제조에 이어 병조판서, 이조판서, 판의금부사를 지내고 한성부판윤을 지냈다. 그리고 판돈녕부사, 관상감제조를 거쳐 판의금부사가 되고 우의정이 되어 감춘추관사와 약방도제조를 겸했다. 이후 판중추부사로 있다가 좌의정으로 승진했고, 영중추부사로 치사한다.